# Marija Grigorjewna Issakowa

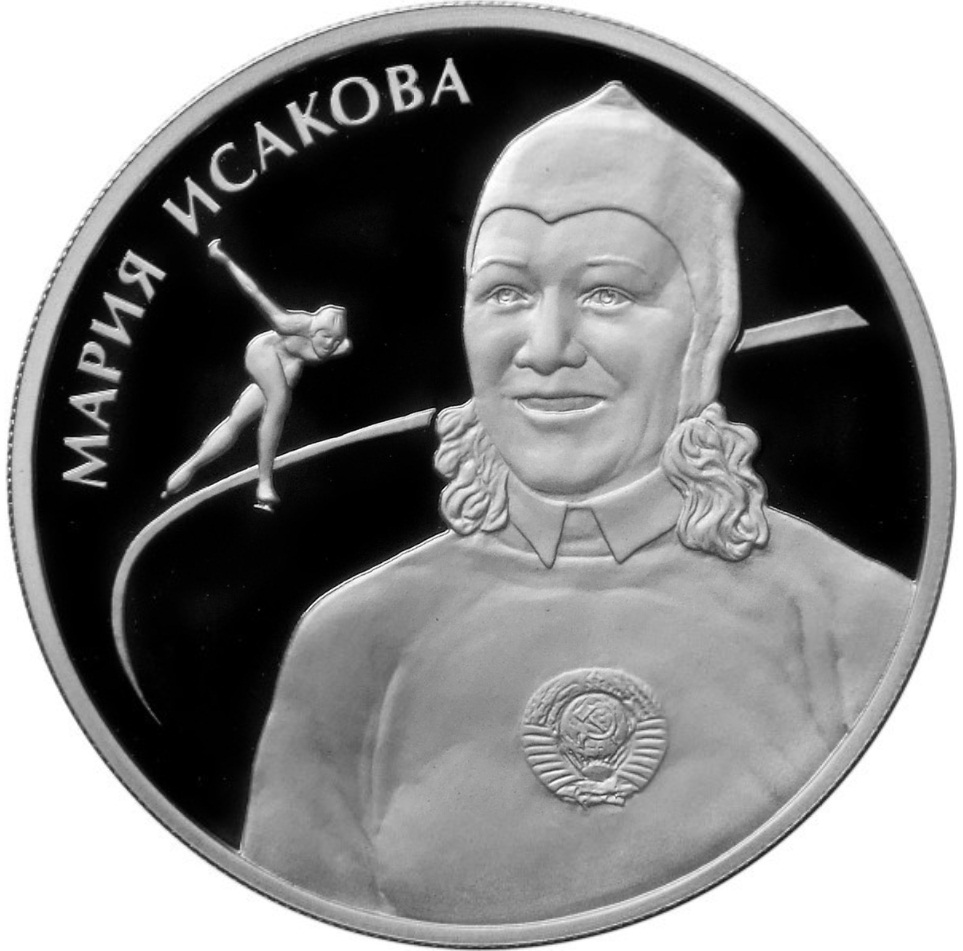
Issakowa auf einer russischen Münze

Marija Grigorjewna Issakowa (russisch Мария Григорьевна Исакова; * 5. Juli 1920 in Wjatka; † 25. März 2011 in Moskau) war eine sowjetische Eisschnellläuferin. Sie war sechsfache sowjetische Meisterin im Mehrkampf (1945 bis 1949, 1951). Bei den Mehrkampfweltmeisterschaften 1948 in Turku, 1949 in Kongsberg und 1950 in Moskau gewann sie jeweils den Weltmeistertitel. Sie war die erste sowjetische Eisschnelllauf-Weltmeisterin.